# Pablo Moratorio
Pablo C. Moratorio (* 7. Juni 1897 in der „1. Sección Judicial“ des Departamento Florida; † 1981 in Montevideo) war ein uruguayischer Politiker.
Pablo Moratorio trat am 1. Dezember 1913 in die uruguayische Armee ein und bekleidete den Rang eines Kadetten. Am 1. Februar 1945 wurde er zum General ernannt. Er wirkte als Direktor des Instituto Militar de Estudios Superiores und war bis zu seinem Eintritt in den militärischen Ruhestand im Jahr 1951 Präsident des Tribunal Superior de Ascensos y Recursos. Ab Juni 1959 übte er das Amt des Präsidenten des Frigorífico Nacional aus. Moratorio, der der Partido Nacional angehörte, war als Nachfolger von Modesto Rebollo vom 4. Juni 1964 bis zum 28. Februar 1967 Verteidigungsminister Uruguays.